# Protodiastole
Protodiastole è la fase di chiusura della valvola aortica a seguito del gradiente pressorio aorto-ventricolare. Il movimento del sangue verso il ventricolo causa la chiusura della valvola semilunare: questa trasforma in pressione l'energia cinetica del sangue diretto al ventricolo. Così si ha la generazione di un'onda dicrota sul tracciato della pressione aortica.